# Skibshæveværk
Skibshæveværk er en mekanisk indretning, der er konstrueret til at flytte et skib fra et niveau til et andet. Et hæveværk er en moderne udgave af en skibssluse.

## Historie
Siden mennesket begyndte at besejle de indre vandveje, har man forsøgt at løse problemet med at forcere niveauforskelle i terrænet. En af de simpleste metoder er en væltning, som man bl.a. brugte på Esrum Kanal, hvor man læssede varerne (i dette tilfælde tømmer) af ved en skrå plads, hvorefter det blev "væltet" 4,5 meter ned ad en skråning, og læsset over på andre pramme.
På et tidspunkt fandt man på at bygge sluser, der i et slusekammer flytter vand (med skib) op eller ned. Problemet med dette er, at det i sin grundform kræver store vandmængder, der tages fra den vandvej, som den ligger på. Dette førte til, at man overvejede andre muligheder, for at flytte skibene.

## Typer af skibshæveværk

### Tørhæveværk
I et tørhæveværk flyttes skibet ved, at det placeres på en vogn, der herefter trækkes op ad skråningen. Undervejs er skibet ude af vandet, derfor kaldes det et tørhæveværk.

### Vådhæveværk
I et vådhæveværk flyttes skibet ved, at en sektion af vandvejen, en elevatorstol, indeholdende skibet flyttes. Dette kan gøres på flere måder, afhængigt af dels hvordan skibet vender og dels hvilket princip man bruger til, at flytte elevatorstolen:

#### Skibselevator
En skibselevator virker i princippet på samme måde som en almindelig elevator, idet der her er en elevatorstol, i dette tilfælde fyldt med vand, der flyttes fra det ene niveau til det næste. Stolen kan flyttes vertikalt, som det ses på billedet fra Henrichenburg i Tyskland eller efter et rotationsprincip, som det ses ved Falkirk i Skotland.
I Tyskland findes der 4 elevatorer, 2 af den er igangværende. Heinrichenburg ved Datteln/Waltorp (Lukket) Rothensee ved Magdeburg er åbnet for turister i 2016. Niederfinow nordøst for Berlin, virksom. Løfter 34 meter. Verdens ældste igangværende, bygget 1934. Der bygges i øjeblikket en ny elevator ved siden af. Scharnebech ved Lüneburg. Tysklands største ( og indtil 2004 verdens største) løfter 38 meter. Er et dobbelt hæveværk altså 2 ved siden af – uafhængige – hinanden. Både Niederfinow og Scharnebech er konstrueret efter kontravægt princippet.
I Belgien blev der i 2004 indviet verdens største lodrette skibselevator ved byerne Strepy-Thieu, dette dobbelte hæveværk overvinder en højdeforskel på 74 meter.

#### Vandsliske
Ved brug af en vandsliske flytter man elevatorstolen op (eller ned) ad en sliske ved hjælp af et snoretræk.

#### Vandskråning
Endnu en mulighed er en vandskråning, hvor en skråning forbinder to dele af en kanal i forskellige niveauer. Den øverste kanal er lukket med en fastmonteret sluseport, den nedre del af kanalen er åben ind til skråningen. Når et skib skal op ad skråningen, placeres en bevægelig sluseport bag skibet, hvorefter sluseporten skubbes op ad skråningen med vandet fra kanalen og skibet beliggende i dette foran sig.